# 사사키 아타루
사사키 아타루(일본어: 佐々木 中, 1973년 8월 2일 ~ )는 일본의 사상가이자 작가이다. 전공은 철학, 현대사상, 이론종교학.

## 약력
- 1973년 8월 아오모리 현 아오모리 시 출생
- 1989년 7월 이바라키 현립 미토 제일고등학교 중퇴
- 1990년 10월 대학입학자격검정 합격
- 1994년 4월 도쿄 대학 문과이류(文科二類) 입학
- 1996년 4월 도쿄 대학 문학부 사상문화학과 종교학 종교사학 전공[專修]과정 진학
- 1999년 4월 도쿄 대학 대학원 인문사회계 연구과・문학부 종교학 종교사학 전문분야 석사[修士]과정 입학
- 2001년 4월 도쿄 대학 대학원 인문사회계 연구과 종교학 종교사학 전문분야 박사과정 진학
- 2007년 9월 박사논문 <푸코, 라캉, 르쟝드르에 있어서 종교와 주체의 형성에 관한 탐구>로 박사 학위 취득
- 2007년 4월 ~ 2011년 3월 릿쿄 대학 겸임 강사
- 2009년 4월 ~ 2010년 3월 게이오기주쿠 대학 비상근 강사(사회학 서양서 강독)
- 2009년 4월 ~ 2011년 3월 동경의과치과대학 교양부 비상근 강사
- 2011년 4월 ~ 현재 호세이 대학 비상근 강사

## 인물
박사논문을 단행본화한 <야전과 영원>으로 주목받아, 2010년 <잘라라, 그 기도하는 손을>로 한국의 교보문고에 견줄수 있는 키노쿠니야로부터 인문 대상을 수상했다. 같은 해 첫 소설 <구하(九夏) 전야>를 <와세다분가쿠[早稲田文学]>에 게재했다. TBS 라디오 <라임스타 우타마루의 위켄드 셔플[ライムスター宇多丸のウィークエンドシャッフル]>에 게스트로 출연하기도 했다..
산케이 신문 독서면에 수필 기고를 요청받아, “어떤 테마라도 실을 수 있도록, 심한 경우에는, <공산당선언>이라도”라는 조건 하에, <이시하로 신타로의 ‘신・타락론’>을 테마로 글을 하나 썼으나, 산케이 신문으로브터 게재를 거부당했다. 이에 대해 사사키 본인은 “(게재 거부에 대한) 담당자의 설명은 정중하였다. 그것은 명백히 산케이(신문)라는 회사의 본질, 방침일 것이다. 유감이며 (이에) 항의한다”고 밝히고 있다..

## 저서

### 평론
| 책 제목의 한국어 번역 또는 한국어판 서명                   | 일본어 책 이름                                             | 한국어 출간일 | 일본어 출간일 |
| ---------------------------------------------------------- | ---------------------------------------------------------- | ------------- | ------------- |
| 야전과 영원                                                | 夜戦と永遠                                                 | 2015          | 2008          |
| 잘라라, 기도하는 그 손을 - 책과 혁명에 관한 닷새 밤의 기록 | 切りとれ、あの祈る手を──〈本〉と〈革命〉をめぐる五つの夜話 | 2012          | 2008          |
| 제자리걸음을 멈추고 - 아날렉타 1                           | 足ふみ留めて──アナレクタ１                                 | 2017          | 2011          |
| 이 나날의 돌림노래 - 아날렉타 2                            | この日々を歌い交わす──アナレクタ２                         | 2018          | 2011          |
| 바스러진 대지에 하나의 장소를 - 아날렉타 3                 | 砕かれた大地に、ひとつの場処を──アナレクタ3                | 2017          | 2011          |
| 이 치열한 무력을 - 아날렉타 4                              | この熾烈なる無力を──アナレクタ4                            | 2013          | 2012          |
| 춤춰라 우리의 밤을 그리고 이 세계에 오는 아침을 맞이하라   | 踊れわれわれの夜を、そして世界に朝を迎えよ                 | 2016          | 2013          |
| 동: selecetd lectures 2009-2014                            | 仝: selected lectures 2009-2014                            |               | 2015          |

### 소설
| 책 제목의 한국어 번역   | 일본어 책 이름               | 한국어 출간일 | 일본어 출간일 |
| ----------------------- | ---------------------------- | ------------- | ------------- |
| 구하 전야               | 九夏前夜                     |               | 2010          |
| 행복했다 죽은 것처럼    | しあわせだったころしたように |               | 2011          |
| 아키코의 네 모든 문제   | 晰子の君の諸問題             |               | 2012          |
| 밤을 마셔 밤보다 어두운 | 夜を吸って夜より昏い         |               | 2013          |
| 누더기 잡아당기기       | らんる曳く                   |               | 2013          |
| 짧은 밤 밝히기          | 短夜明かし                   |               | 2014          |
| 가미나비                | 神奈備                       |               | 2015          |

### 공저
| 책 제목의 한국어 번역 | 일본어 책 이름 | 한국어 출간일 | 일본어 출간일 |
| --------------------- | -------------- | ------------- | ------------- |
| Back 2 Back           | Back 2 Back    |               | 2013          |